# 육사오(6/45)
《육사오(6/45)》는 2022년 개봉한 대한민국의 코미디 영화이다. 박규태가 연출을 맡고, 고경표, 이이경 등이 출연하였다.
주 촬영은 2021년 4월 20일 시작되었고 2021년 6월 26일 크랭크업했다.

## 줄거리
남한 전방 경계 초소의 군인 박천우는 우연히 57억 원짜리 로또 당첨 용지를 줍게 된다. 기쁨도 잠시, 로또 용지는 바람을 타고 군사분계선을 넘어 북한으로 날아가 버린다. 북한 초소의 리영호는 우연히 이 로또 용지를 발견하고, 그 가치를 알아본다. 로또를 되찾기 위한 남한 군인들과 로또를 손에 넣으려는 북한 군인들 사이에 예측불허의 코믹한 만남과 협상이 시작된다. 이 과정에서 남한의 초소장 강은표, 북한의 선전 방송 담당 장교 리연희, 관찰력이 뛰어난 남한 군인 김만철 등 다양한 인물들이 얽히고설키며 이야기는 더욱 복잡해진다. 로또를 둘러싼 남북 군인들의 기상천외한 소동극이 펼쳐진다.

## 출연
- 고경표 - 박천우 병장 역
- 이이경 - 리용호 하사 역
- 음문석 - 강은표 대위 역
- 박세완 - 리연희 소위 역
- 곽동연 - 김만철 상병 역
- 이순원 - 최승일 대위 역
- 김민호 - 방철진 상급병사 역
- 류승수 - 보급관 역
- 윤병희 - 김광철 소좌 역
- 이준혁 - 대대장(대령) 역
- 신원호 - 신병 역

## 수상
- 2022년 제58회 대종상 영화제 여자부문 뉴웨이브상 (박세완)
- 2023년 제59회 백상예술대상 영화부문 여자조연상 (박세완)

## 참고 사항
- 이이경, 음문석은 2017년에 개봉한 영화 《공조》 이후로 5년 만에 재회하는 작품이다.
- 이이경, 이준혁은 2020년에 개봉한 영화 《히트맨》 이후로 2년 만에 재회하는 작품이다.